# Democratische Partij (Italië)
De Democratische Partij (Partito Democratico, PD) is een centrumlinkse Italiaanse politieke partij.

## Geschiedenis
De Partito Democratico werd officieel opgericht op 14 oktober 2007, nadat een aantal vooruitstrevende en linkse partijen in april 2007 hadden besloten tot een fusie. Ze maakten alle deel uit van de Olijfcoalitie van premier Romano Prodi. Het ging om de Linkse Democraten en La Margherita.
Deze en andere partijen die zich bij de Democratische Partij aangesloten hebben zijn:
- Linkse Democraten (Democratici di Sinistra, DS) (sociaaldemocratisch)
- De Margriet (Democrazia è Libertà - La Margherita, DL) (centristisch)
- Zuidelijke Democratische Partij (Partito Democratico Meridionale, PDM) (centristisch)
- Sardinië Project (Progetto Sardegna, PS) (centristisch)
- Beweging van Europese Republikeinen (Movimento Repubblicani Europei, MRE) (sociaal-liberaal)
- Democratische Republikeinen (Repubblicani Democratici, RD) (sociaal-liberaal)
- Midden-Italië (Italia di Mezzo, IdM) (christendemocratisch)
- Hervormingsalliantie (Alleanza Riformista) (sociaaldemocratisch)

Veel van de hierboven genoemde partijen maakten deel uit van de politieke coalitie l'Unione bij de parlementsverkiezingen van 2006.
De eerste partijleider was oud-burgemeester van Rome Walter Veltroni.  Na de val van Prodi's tweede regering op 24 januari 2008 maakte Veltroni bekend, dat de Democratische Partij alleen op weg zou gaan naar de landelijke verkiezingen op 13 en 14 april. Toch was er voor een bepaalde coalitie met de kleine partij Italia dei Valori gekozen. De partijleider was Antonio Di Pietro, een van de onderzoeksrechters van het grootschalig onderzoek naar corruptie in de politiek, Mani Pulite, begin jaren 90.
Ook was er een samenwerking met de Italiaanse Radicalen, die 9 van hun kandidaten op de kieslijst van de Linkse Democraten mochten zetten.
De parlementsverkiezingen van 2008 werden gewonnen door de centrumrechtse coalitie van Berlusconi, maar de Democratische Partij deed het beter dan verwacht, zo won de partij ruim 33% van de stemmen, en werd hierdoor de tweede partij van het land. Prodi maakte op 17 april bekend dat hij zijn voorzitterschap opgaf.
De eerste partijleider was Walter Veltroni, die na de verloren regionale verkiezingen op 17 februari 2009 aftrad. Op 25 oktober 2009 vond de verkiezing van zijn opvolger plaats. Elke Italiaan van zestien jaar en ouder kon daarvoor stemmen in een van de 10.000 stembureaus tegen betaling van 2 euro voor de kosten van de verkiezingen. De nieuwe leider werd de ex-communist Pier Luigi Bersani. 
Nadat Bersani in 2012 nog was herkozen, verloor hij zijn gezag tijdens de presidentsverkiezingen van 2013. Door muiterij onder de kiesmannen van de PD eindigden deze in een impasse, waarna de zittende hoogbejaarde president Napolitano moest instemmen met een verlenging van zijn mandaat. Bersani trad af en de burgemeester van Florence, Matteo Renzi, werd tot zijn opvolger gekozen.